# Ropalopus ledereri
Ropalopus ledereri är en skalbaggsart som beskrevs av Leon Fairmaire 1866. Ropalopus ledereri ingår i släktet Ropalopus och familjen långhorningar. Inga underarter finns listade i Catalogue of Life.